# Piparböle plantskola
Piparböle plantskola var en plantskoleverksamhet i byn Piparböle, Umeå. Verksamheten startade 1956 i Skogsvårdsstyrelsens regi och pågick till 2002. Åren 2003–2005 sanerades området inklusive växthus och plantbäddar, eftersom man funnit rester av DDT och BAM. Farhågan var att rester av bekämpningsmedel skulle sippra ut i grundvattnet, eftersom det direkt skulle påverka dricksvattnet i Umeå. 

## Användningen av DDT och BAM
Åren 1964–1968 användes DDT i verksamheten, men en stor del av DDT:n avlägsnades under den tiden från områden genom att plantorna före leverans doppades i preparatet. Totem, ett annat preparat (vars aktiva substans diklobenil kallas BAM) förbjöds 1989, men användes i verksamheten in på 1990-talet. 1998 upptäcktes DDT i grundvattnet vid en provtagning på området. Markundersökningar i området åren 1999–2000 visade på väsentliga halter av DDT i marken samt även mindre mängder Totem. Rester av bekämpningsmedlen bedömdes vara koncentrerade till det översta organiska skiktet på 20 centimeter.

## Saneringen
Vid saneringen schaktades 14 hektar jord bort, till ett medeldjup på knappt 20 centimeter. 30 000 kubikmeter jordmassor fraktades till Dåva deponi och avfallsanläggning. Dessutom demonterades växthusen, och plantbäddarna, ner till nedgrävda skyddsdukar, schaktades bort. Efter saneringen vidtog olika projekt för att kontrollera vattenkvaliteten i området. Dessa undersökningar gjordes av UMEVA (nuvarande Vakin). 

## Vattenrapporter
- Vattenrapport 1, 2007-09-05

- Vattenrapport 2, 2007-11-07

- Vattenrapport 3, 2008-06-26

- Vattenrapport 3, 2008-10-06

## Forskningsresultat
Miljöforskare i Umeå har hittat rester av DDT nio meter ned i marken. Det är bara en meter från det grundvatten som sen flödar vidare mot Forslunda vattenverk som levererar vatten inom Umeå kommun.